# I Bet You Think About Me
«I Bet You Think About Me» (с англ. — «Держу пари, ты думаешь обо мне») — песня американской певицы Тейлор Свифт с участием американского певца Криса Стэплтона. Она вошла в качестве 26-го трека в её второй перезаписанный студийный альбом Red (Taylor’s Version) (2021). Свифт написала песню вместе с Лори МакКенной и спродюсировала её вместе с Аароном Десснером. Песня представляет собой кантри балладу в сопровождении губной гармошки с шутливым текстом, описывающим образ жизни бывшего возлюбленного. Критики высоко оценили лирику Свифт, вокальные партии Стэплтона и кантри-постановку. Песня была номинирована на премию Best Country Song на 65-й ежегодной церемонии премии Grammy Awards в 2023 году.
Republic Records в партнерстве с MCA Nashville выпустили песню «I Bet You Think About Me» на радиостанциях США 15 ноября 2021 года в качестве ведущего сингла со второго перезаписанного альбома Свифт, Red (Taylor’s Version) (2021). В США сингл занял 22 место в Billboard Hot 100 и третье место в чарте Hot Country Songs. Он вошёл в официальные чарты синглов Австралии.
Премьера сопровождающего клипа на песню состоялась на YouTube в тот же день, что и релиз сингла. Сценарий клипа был написан Свифт и американской актрисой Блейк Лайвли, снят Лайвли в её режиссёрском дебюте и спродюсирован Остином Свифтом. Видео было номинировано в категории «Видео года» на 57-й церемонии Academy of Country Music Awards и на 56-й ежегодной церемонии Country Music Association Awards.

## История
Американская певица Тейлор Свифт написала песню «I Bet You Think About Me» на стадионе Джиллетт Стэдиум в Фоксборо (в юго-западном пригороде Бостона, штат Массачусетс, США) во время своего мирового турне Speak Now World Tour (2011—12), для своего следующего студийного альбома. Затем она связалась с американским музыкантом Лори Маккенной через их общую подругу Лиз Роуз и попросила МакКену присоединиться к песне в качестве соавтора, чтобы помочь Свифт отредактировать песню. Свифт выпустила свой четвёртый студийный альбом Red 22 октября 2012 года на лейбле Big Machine Records. «I Bet You Think About Me» не вошла в трек-лист. Альбом, однако, имел успех у критиков и занял 99-е место в списке 500 величайших альбомов всех времен по версии Rolling Stone за 2020 год. К июню 2021 года в США было продано более четырёх миллионов чистых копий.

## Композиция
«I Bet You Think About Me» — это кантри-баллада, включающая дополнительные поп-элементы, характерные для дискографии Свифт в оригинальном альбоме Red. Описанная Taste of Country как фолк-поп, песня представляет собой трек с гармошкой и вокалом в стиле тванг, а также фоновыми вокальными гармониями от исполнителя Криса Стэплтона. В тексте песни Свифт делает несколько «дерзких уколов» в адрес своего бывшего любовника и его образа жизни. Бывший любовник «заставил Свифт чувствовать себя неполноценной» по отношению к нему; она не вписывается в его «высшие круги», а он однажды сказал ей, что они со Свифт «слишком разные». Рассказывая о различиях между детством двух бывших партнеров, она называет себя девушкой, «выросшей на ферме», а бывшего возлюбленного — человеком из «серебряной ложки» и «закрытой общины». В конце песни Свифт дополнительно называет «органическую обувь» и «диван за миллион долларов» своего бывшего возлюбленного.

## Отзывы
Песня «I Bet You Think About Me» получила широкую известность в прессе, критики высоко оценили гостевое выступление Стэплтона. Крис Уиллман, написавший для Variety, поставил песне «I Bet You Think About Me» оценку пять из пяти. Хотя Уиллман посчитал, что гостевое выступление Стэплтона было слишком коротким, он похвалил трек за более жёсткое кантри исполнение по сравнению с тем, что «Свифт делала в то время», и за острый текст. Джессика Николсон из Billboard похвалила «отполированный, блюзовый вокал» Стэплтона, который вместе с исполнением Свифт создал «хорошо сделанную» песню. В USA Today Мелисса Руджери написала, что хотя «вокал Стэплтона с оттенком виски стал прекрасной наждачной бумагой для гладкого голоса Свифт, эта мелодия должна запомниться некоторыми из самых язвительных текстов Свифт».

## Коммерческий успех
После выхода Red (Taylor’s Version) песня «I Bet You Think About Me» дебютировала под номером 22 в чарте Billboard Hot 100 от 27 ноября 2021 года. По данным MusicRow, она стала самой добавляемой песней на радио кантри в первую неделю после выхода. Сингл достиг вершины на 23 месте в чарте Country Airplay и на третьем месте в чарте Hot Country Songs. В Канаде «I Bet You Think About Me» достигла 17 места в Canadian Hot 100 и 34 места в чарте Canada Country. Песня достигла 22 места в Billboard Global 200, 43 места в ARIA Singles Chart в Австралии, и 75 места в UK Streaming Chart в Великобритании.

## Музыкальное видео
Премьера клипа на песню «I Bet You Think About Me» состоялась на видеохостинге YouTube 15 ноября 2021 года. Свифт и американская актриса Блейк Лайвли написали сценарий для клипа, а последняя сняла его в своем режиссёрском дебюте.
В клипе запечатлена свадьба, свадебную пару играют актёр Майлз Теллер и его жена Кели Сперри Теллер. Свифт играет бывшую подругу, которая вторгается на свадьбу. Сопродюсер Аарон Десснер снялся в камео в качестве члена свадебной группы, а брат Свифт, актер Остин Свифт, указан как продюсер клипа. Шестиминутный клип начинается с того, что Теллер на свадебной вечеринке вспоминает неудачные отношения Свифт. На свадебной церемонии Свифт опрокидывает фигурку жениха на вершине торта, пьёт вино после произнесения тоста и дурачится с детьми-гостями. Видео содержит отсылки к другим клипам Свифт и All Too Well: The Short Film, а также многочисленные отсылки к сказкам Льюиса Кэрролла «Алиса в Стране чудес» и «Сквозь зазеркалье». Перед выходом клипа Свифт спросили о пасхальных яйцах, в ответ она процитировала Кэрролла.

## Награды и номинации
В 2022 году клип на песню «I Bet You Think About Me» был номинирован на премию «Видео года» на 57-й церемонии Academy of Country Music Awards, а на 56-й ежегодной церемонии Country Music Association Awards — на премию «Музыкальное видео года». На 65-й ежегодной церемонии Grammy Awards (2023) песня получила номинацию в категории «Лучшая песня в стиле кантри».
| Ассоциация    | Год  | Категория               | Результат |
| ------------- | ---- | ----------------------- | --------- |
| Grammy Awards | 2023 | Best Country Song       | Номинация |
| ACM Awards    | 2022 | Video of the Year       | Номинация |
| CMA Awards    | 2022 | Music Video of the Year | Номинация |

## Участники записи
По данным с заметок на альбоме Red (Taylor’s Version)
- Тейлор Свифт — вокал, автор, продюсер
- Лори Маккенна — автор
- Крис Стэплтон — бэк-вокал
- Аарон Десснер — продюсер, звукорежиссёр
- Кристофер Роу — звукорежиссёр по вокалу

## Чарты
| Чарт (2021—2022)                    | Высшая позиция |
| ----------------------------------- | -------------- |
| Австралия (ARIA)                    | 43             |
| Канада (Billboard Canadian Hot 100) | 17             |
| Канада (Billboard Country)          | 34             |
| Мир (Billboard Global 200)          | 22             |
| Великобритания (UK Streaming Chart) | 75             |
| США (Billboard Hot 100)             | 22             |
| США (Billboard Country Airplay)     | 23             |
| США (Billboard Hot Country Songs)   | 3              |

| Чарт (2022)                        | Позиция |
| ---------------------------------- | ------- |
| США (Hot Country Songs, Billboard) | 69      |

## История релиза
| Регион | Дата           | Формат       | Лейбл                                  | Ссылка |
| ------ | -------------- | ------------ | -------------------------------------- | ------ |
| США    | 15 ноября 2021 | кантри-радио | Republic Records MCA Nashville [англ.] | [ 42 ] |

### Комментарии
1. ↑  Полное название с подзаголовком "I Bet You Think About Me (Taylor's Version) (from the Vault)'"[1]